# دوغ أندرسون
دوغ أندرسون (بالإنجليزية: Doug Anderson)‏ (25 مارس 1914 في المملكة المتحدة - 1 يناير 1989) هو لاعب كرة قدم بريطاني (وحمل سابقاً جنسية المملكة المتحدة لبريطانيا العظمى وأيرلندا) في مركز الظهير. لعب مع دندي يونايتد وديري سيتي ونادي أبردين ونادي برينتفورد ونادي هيبرنيان.